# Guarujá
Guarujá este un oraș în São Paulo (SP), Brazilia.